# Regalia (schip, 1985)
De Regalia is een halfafzinkbaar platform dat in 1985 werd gebouwd door Götaverken voor Consafe. Het GVA 3000-ontwerp is van Götaverken Arendal (GVA). Het bestaat uit twee parallelle pontons met elk twee kolommen met daarop het werkdek. Het is een accommodatieplatform, een duikondersteuningsvaartuig en een constructieschip.
Dertig jaar later heeft Prosafe twee platforms naar een verbeterd (enhanced) GVA 3000E-ontwerp laten bouwen.

## GVA 3000-serie

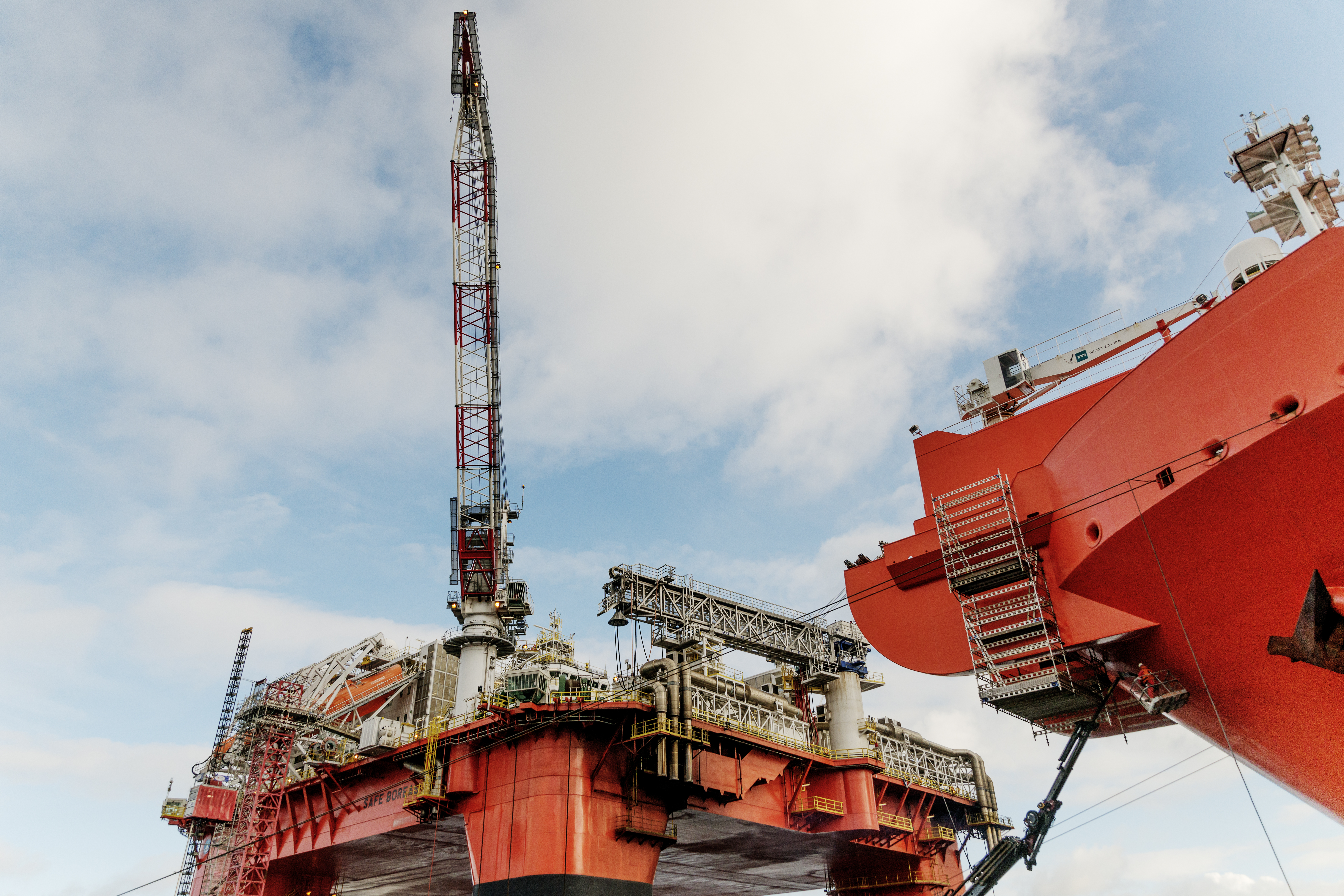
De Safe Boreas

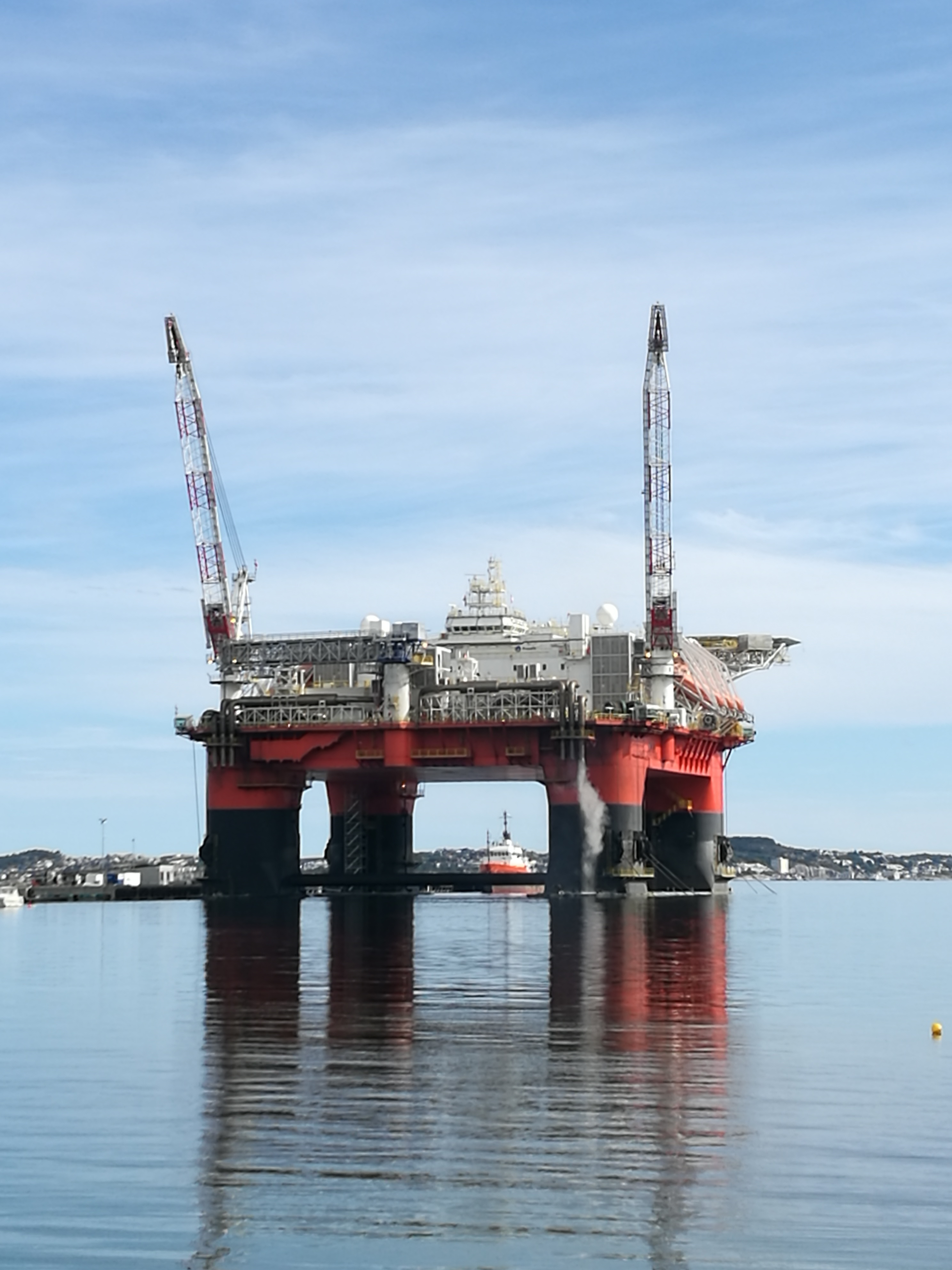
De Safe Zephyrus

| Naam          | Werf            | Jaar | IMO-nummer |
| ------------- | --------------- | ---- | ---------- |
| Regalia       | Götaverken      | 1985 | 8308549    |
| Safe Boreas   | Jurong Shipyard | 2015 | 9649823    |
| Safe Zephyrus | Jurong Shipyard | 2016 | 9679517    |